# شهرام حقیقت‌دوست
شهرام حقیقت‌دوست (زادهٔ ۲۷ اسفند ۱۳۵۱) بازیگر ایرانی و دانش‌آموختهٔ کار‌شناسی رشتهٔ تئاتر از دانشگاه آزاد اسلامی است.

## سوابق هنری
شهرام حقیقت دوست بازیگری را از سال ۱۳۷۳ و با تئاتری به نام پسر کارون (امیر دژاکام) آغاز کرد. سپس با بازی در سریال مهر خوبان در سال ۷۴ به تلویزیون آمد. اولین تجربه سینمایی شهرام حقیقت دوست بازی در نقش کوتاهی در فیلم درخت گلابی (داریوش مهرجویی ۱۳۷۶) بود. نخستین حضورهای جدی او در تلویزیون را می‌توان در سریال‌های خط قرمز (۱۳۷۹) و داستان یک شهر-ساخته اصغر فرهادی- دید. از آثار مشهور او در آغاز فعالیت سینمایی می‌توان به عطش (حسین فرحبخش) و جنایت (محمدعلی سجادی) اشاره کرد، که برای جنایت (فیلم) نامزد جایزه بهترین بازیگر نقش اول مرد در هفتمین جشن خانه سینما شد. هفتمین جشن سینمای ایران در عرصه تئاتر بازی او در هشت اثر حسین کیانی از جمله تکیه ملت و مشروطه بانو و کاندیدایی بهترین بازیگر جشنواره تئاتر فجر برای نمایش ابرهای پشت حنجره رضا گوران قابل ذکر است. از دیگر فیلم‌هایی که حقیقت دوست در آن‌ها ایفای نقش کرده می‌توان به این آثار اشاره کرد: چند می‌گیری گریه کنی، سنگ، کاغذ، قیچی، کلاشینکف (سعید سهیلی)، هیلانه، زرد، لابی، زیر سقف دودی (پوران درخشنده)، عطر داغ، معکوس، آنجا همان ساعت (سیروس الوند) و قاتل و وحشی (حمید نعمت‌الله). او برای بازی در زیر سقف دودی کاندیدای جایزه از جشنواره نیس فرانسه شد.

## فیلم‌شناسی

### فیلم‌های سینمایی
| سال  | نام                 | کارگردان               |
| ---- | ------------------- | ---------------------- |
| ۱۴۰۲ | باغ کیانوش          | رضا کشاورز حداد        |
| ۱۴۰۲ | قلب رقه             | خیرالله تقیانی‌پور      |
| ۱۳۹۸ | قاتل و وحشی         | حمید نعمت‌الله          |
| ۱۳۹۷ | آنجا همان ساعت      | سیروس الوند            |
| ۱۳۹۷ | معکوس               | پولاد کیمیایی          |
| ۱۳۹۶ | سرو زیر آب          | محمدعلی باشه آهنگر     |
| ۱۳۹۶ | عطر داغ             | علی ابراهیمی           |
| ۱۳۹۶ | شب چره              | مهدی محمدنژادیان       |
| ۱۳۹۵ | زیر سقف دودی        | پوران درخشنده          |
| ۱۳۹۵ | لابی                | محمد پرویزی            |
| ۱۳۹۵ | زرد                 | مصطفی تقی‌زاده          |
| ۱۳۹۲ | هیلانه              | شهرام مسلخی            |
| ۱۳۹۲ | کلاشینکف            | سعید سهیلی             |
| ۱۳۸۸ | پشت در خبری نیست    | شبنم عرفی‌نژاد          |
| ۱۳۸۷ | پریش                | کاظم معصومی (تله فیلم) |
| ۱۳۸۷ | صبح روز هفتم        | مسعود اطیابی           |
| ۱۳۸۶ | موش                 | شاهد احمدلو            |
| ۱۳۸۶ | احضارشدگان          | آرش معیریان            |
| ۱۳۸۶ | ملودی               | جهانگیر جهانگیری       |
| ۱۳۸۵ | مخمصه               | محمدعلی سجادی          |
| ۱۳۸۵ | سنگ، کاغذ، قیچی     | سعید سهیلی             |
| ۱۳۸۴ | چند می‌گیری گریه کنی | شاهد احمدلو            |
| ۱۳۸۳ | تردست               | محمدعلی سجادی          |
| ۱۳۸۲ | جنایت               | محمدعلی سجادی          |
| ۱۳۸۱ | عطش                 | محمدحسین فرح بخش       |
| ۱۳۸۱ | غوغا                | سعید سهیلی             |
| ۱۳۷۶ | درخت گلابی          | داریوش مهرجویی         |

### مجموعه‌های تلویزیونی
| سال       | نام           | کارگردان       | نقش    |
| --------- | ------------- | -------------- | ------ |
| ۱۳۹۴      | جاده قدیم     | بهرام بهرامیان | طینت   |
| ۱۳۹۱      | خداحافظ بچه   | منوچهر هادی    | مرتضی  |
| ۱۳۹۰      | شوق پرواز     | یدالله صمدی    | سعید   |
| ۱۳۸۹–۱۳۸۳ | مختارنامه     | داود میرباقری  | ابن حر |
| ۱۳۸۳      | طلسم‌شدگان     | داریوش فرهنگ   | کامران |
| ۱۳۸۱      | ثارالله       | شهریار بحرانی  | یزید   |
| ۱۳۸۰      | شب آفتابی     | قاسم جعفری     | منصور  |
| ۱۳۸۰      | خط قرمز       | قاسم جعفری     | ناصر   |
| ۱۳۸۰      | داستان شب     | محسن شاه‌محمدی  | امیر   |
| ۱۳۷۹      | همسفر         | قاسم جعفری     |        |
| ۱۳۷۸      | داستان یک شهر | اصغر فرهادی    |        |
| ۱۳۷۴      | مهر خوبان     | سید یوسف مهدوی |        |

### شبکه نمایش خانگی
| سال  | نام                          | کارگردان        | توضیحات                                                               |
| ---- | ---------------------------- | --------------- | --------------------------------------------------------------------- |
| ۱۴۰۲ | مرداب                        | برزو نیک نژاد   | ایرج                                                                  |
| ۱۴۰۱ | خون‌سرد                       | امیر حسین ترابی | امیرعلی طلوعی                                                         |
| ۱۴۰۰ | آمستردام(مجموعه نمایش خانگی) | مسعود قراگزلو   | همایون                                                                |
| ۱۳۹۵ | ماه تی تی                    | داوود میرباقری  | در نقش جنگجوی ایرانی                                                  |
| ۱۳۹۳ | عشق تعطیل نیست               | بیژن بیرنگ      | یک مجموعهٔ ۲۶ قسمتی که از ۶ بهمن ۱۳۹۳ در شبکه نمایش خانگی انتشار یافت. |
| ۱۳۹۲ | شاهگوش                       | داود میرباقری   | در نقش «هومن آب‌پرور»                                                  |

## نمایش‌ها
| بازی در نمایش                                  | به کارگردانی           | محل اجرا                        | زمان                         |
| ---------------------------------------------- | ---------------------- | ------------------------------- | ---------------------------- |
| کلنل                                           | خیرالله تقیانی پور     | تهران، تئاترشهر، تالار اصلی     | ۱۳۹۶                         |
| «مشروطه بانو» یا مجلس شبیه حصرنامه کارگاه بکاء | حسین کیانی             | تهران، تئاترشهر، تالار اصلی     | ۱۳۹۰                         |
| دن کامیلو                                      | کورش نریمانی           | تهران، تئاتر شهر، تالار چهارسو  | ۱۳۸۴                         |
| تکیه ملت                                       | حسین کیانی             | تهران، تئاترشهر، تالار قشقایی   | ۱۳۸۴                         |
| روزی روزگاری آبادان                            | حمیدرضا آذرنگ          | تهران، تئاترشهر، تالار قشقایی   | ۱۳۸۴                         |
| تئاتر اجباری                                   | حسین کیانی             | تهران، تئاترشهر، تالار قشقایی   | ۱۳۸۳                         |
| داستان خرس‌های پاندا                            | تینوش نظم‌جو            | تهران، تئاترشهر، تالار قشقایی   | ۱۳۸۲                         |
| برای آخرین بار                                 | علی روئین‌تن            | تهران، فرهنگسرای نیاوران        | ۱۳۸۱                         |
| ره بانو                                        | زهرا صبری              | تهران، تئاترشهر، تالار قشقایی   | ۱۳۷۹                         |
| خیابانی صندوق جادو                             | زهرا صبری              |                                 | ۱۳۷۸                         |
| دو نیم پرده عشق                                | عبدالخالق مصدق         | تهران، تالار مولوی              | ۱۳۷۷                         |
| چیزی شبیه زندگی                                | حسین پناهی             | تهران، تئاترشهر، تالار اصلی     | ۱۳۷۶                         |
| ابتدا با عشق انتها از عشق (تئاتر خیابانی)      |                        |                                 | ۱۳۷۶                         |
| همسایه آقا                                     | حسین کیانی             | (تالار شهر - تالار چهارسو)      | ۱۳۸۵                         |
| سکوت میراث تبار من است                         | (تالار شهر-تالار کوچک) | ۱۳۸۵                            |                              |
| بیداری خانه نسوان                              | حسین کیانی             | (تالار شهر - تالار چهارسو)      | ۱۳۸۷                         |
| مادر مانده                                     |                        | (تالار شهر-تالار چهار سو)       | ۱۳۸۸                         |
| اهل قبور                                       | حسین کیانی             | (تئاتر شهر - تالار چهارسو)      | ۱۳۸۸                         |
| خداحافظی نکردی با نجمه سورچی                   |                        | (تئاتر شهر-تالار چهارسو)        | ۱۳۸۹                         |
| همه فرزندان خانم آغا                           | حسین کیانی             | (تئاتر شهر-تالار چهارسو)        | ۱۳۸۹                         |
| ابرهای پشت حنجره                               |                        | (تئاتر شهر)                     | ۱۳۸۹                         |
| خاموشی دریا                                    |                        | (تئاتر شهر - تالار سایه)        | ۱۳۹۰                         |
| ویتسک                                          |                        | (تالار حافظ)                    | ۱۳۹۱                         |
| دو لیتر در دو لیتر صلح                         | حمیدرضا آذرنگ          | (تالار شمس اقدسیه)              | ۱۳۹۲                         |
| تو دهنتو می‌بندی یا من؟                         |                        | (فرهنگسرای نیاوران - سالن گوشه) | ۱۳۹۳                         |
| سعادت لرزان مردمان تیره‌روز                     | محسن علیخانی           | تئاتر باران                     | مرداد و شهریور ۱۳۹۴          |
| مضحکه شبیه قتل                                 | حسین کیانی             | (تئاتر شهر دوره اول)            | شهریور و مهر ۱۳۹۴            |
| مضحکه شبیه قتل                                 | حسین کیانی             | (دوره دوم تئاتر باران)          | بهمن و اسفند ۹۴ فروردین ۱۳۹۵ |
| همسایهٔ آقا                                     | حسین کیانی             | تماشاخانه باران                 | مرداد و شهریور ۱۳۹۵          |
| تئاتر سعدی تابستان هزار و سیصد و سی و دو       | حسین کیانی             | سالن اصلی تئاتر شهر             | آذر و دی ۱۳۹۵                |

## جوایز
- دریافت جایزه سوم بازیگری از جشنواره پانزدهم بین‌المللی تئاتر فجر برای خیابانی «ابتدا با عشق انتها از عشق»
- جایزه بهترین بازیگر نقش اول از دید مخاطبین-سریال خط قرمز
- کاندیدای تندیس زرین بهترین بازیگر نقش اول (جنایت)
- دوره۷ جشن خانه سینما-مسابقه ۱۳۸۲ کاندید لوح زرین بهترین بازیگر
- دوره ۴ منتخب سایت ایران اکتور (بهترین‌های سال) سال ۱۳۸۳
- کاندیدای بهترین بازیگر مرد برای تئاتر بیداری خانه نسوان
- کاندیدای بهترین بازیگر تئاتر ابرهای پشت حنجره در پانزدهمین دوره جشنواره تئاتر فجر و نیز کاندیدا در مراسم شب بازیگر ۱۳۸۹
- بازیگر برگزیده مرد در جشنواره تئاتر مقاومت برای تئاتر خاموشی دریا ۱۳۹۰
- دریافت جایزه بهترین بازیگر مراسم جشن بازیگر برای تئاتر خاموشی دریا ۱۳۹۱
- نامزد دریافت تندیس حافظ برای بهترین بازیگر مرد درام (برای سریال خداحافظ بچه)